# Java-eiland

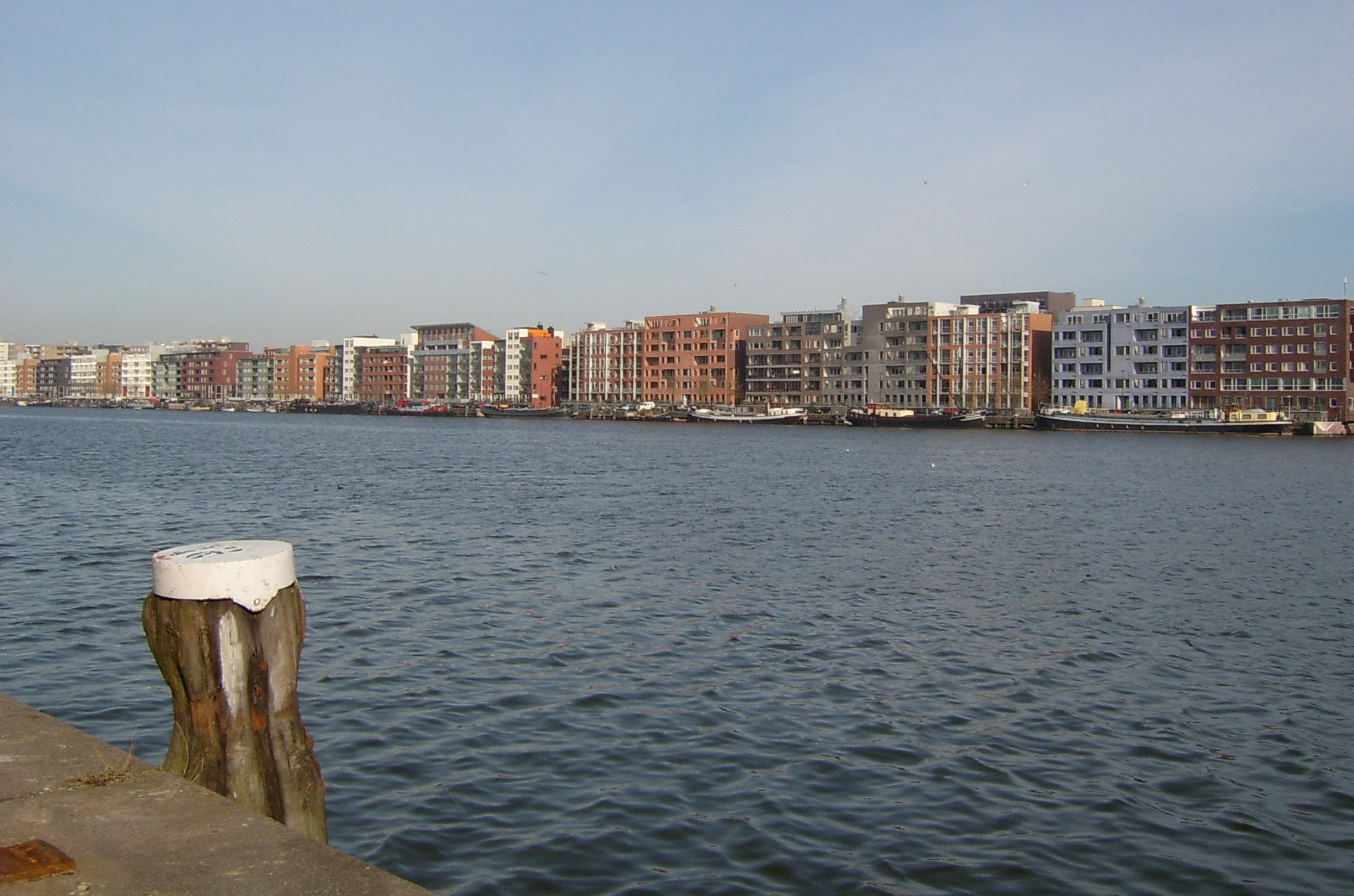
Het Java-eiland gezien vanaf de Oostelijke Handelskade

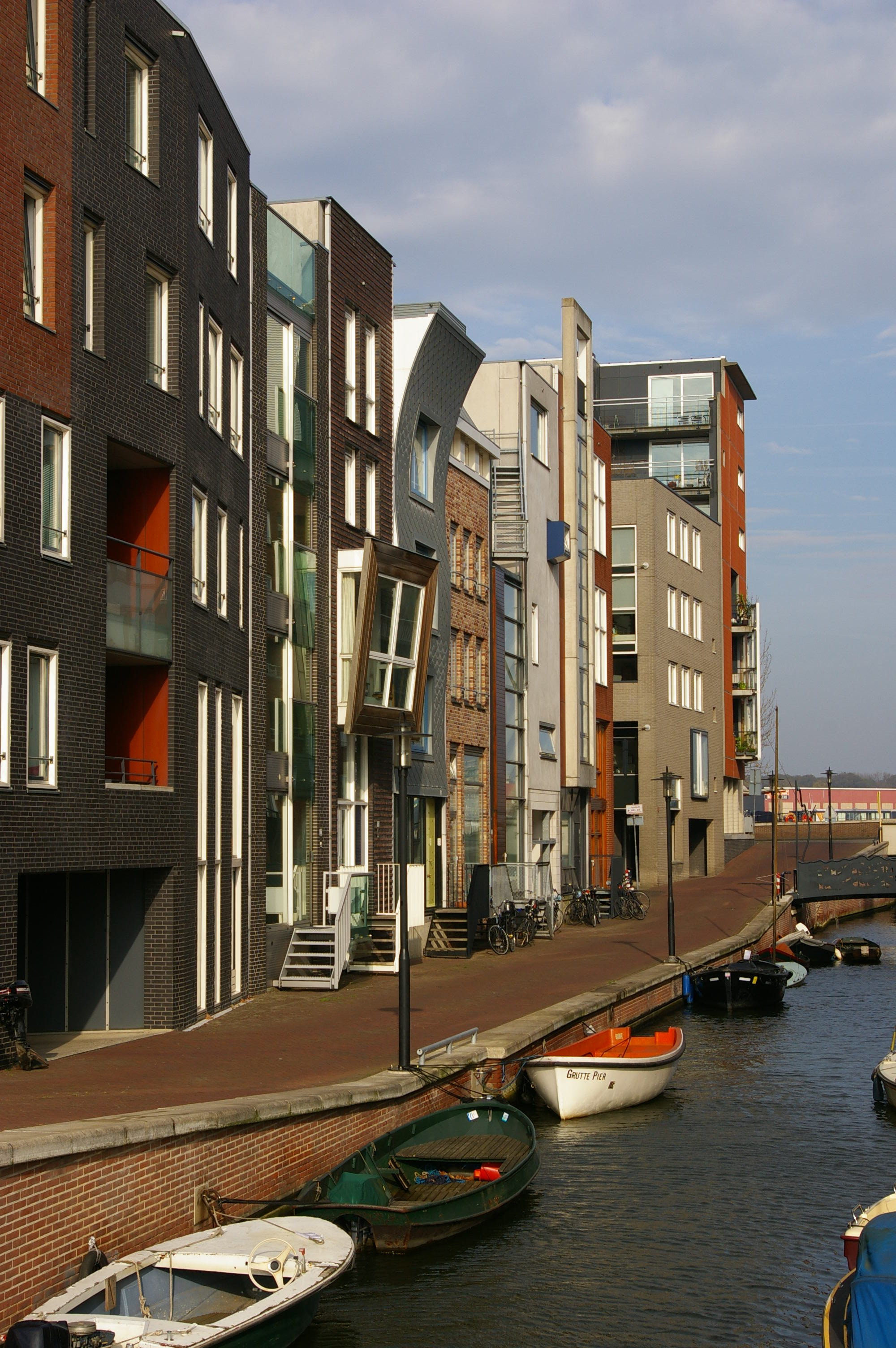
Lamonggracht

Het Java-eiland is een woonwijk op een schiereiland in het Oostelijk Havengebied van Amsterdam. De Javakade in Amsterdam-Oost kreeg zijn naam in 1914 en werd vernoemd naar het eiland Java, een van de grote Soenda-eilanden. De Javakade vormt de zuidelijke begrenzing van het begin 20e eeuw aangelegde schiereiland. De noordelijke begrenzing wordt gevormd door de Sumatrakade.

## Geschiedenis
Met de aanleg in het IJ werd aan het eind van de 19e eeuw begonnen. Aanvankelijk was het eiland een golfbreker voor de Oostelijke Handelskade, net als het oostelijker gelegen KNSM-eiland. Later werd het uitgebreid met de IJkade, en opgehoogd met baggerspecie uit het Noordzeekanaal. Op het haventerrein dat zo ontstond vestigde zich onder meer de Stoomvaart-Maatschappij Nederland die lijndiensten op Nederlands-Indië onderhield. Na de Tweede Wereldoorlog viel in de jaren vijftig de handel op de Oost vrijwel stil als gevolg van de dekolonisatie van Indonesië.
In de jaren tachtig namen krakers, kunstenaars en stadsnomaden bezit van het gebied. Tot eind jaren '80 werd er door krakers een gaarkeukenrestaurant gerund met de naam "Eind van de Wereld". Dit was een grote trekpleister ook al was het enkel bereikbaar via de strekdam en lag het, verstopt tussen aangemeerde schepen, op een van de minst bereikbare uithoeken van Amsterdam.
Toen in de jaren negentig de haventerreinen werden bestemd voor woningbouw kreeg het hele schiereiland de naam Java-eiland. De nieuwe binnentuinen zijn genoemd naar Javaanse plaatsen, van west naar oost de Tosarituin, Imogirituin, Taman Sapituin, Kratontuin en Bogortuin. Tussen de bebouwing staan de trafo- en gashuisjes Java-eiland.
In de jaren negentig werd het gebied herontwikkeld tot woonwijk, naar een plan van de Amsterdamse architect Sjoerd Soeters. Alle bebouwing werd gesloopt, op een gebouw van de Samenwerkende Havenbedrijven (SHB) na. De aan de noordzijde van het eiland lopende Sumatrakade werd de enige ontsluitingsweg. Het eiland wordt doorsneden door vier grachtjes met postmodernistische grachtenhuizen van verschillende architecten en fiets- en loopbruggetjes. Aan de oostzijde van het Java-eiland staat het grote woongebouw Hoogkade van het Zwitserse bureau Diener & Diener Architekten. Het Java-eiland grenst bij het Azartplein aan het KNSM-eiland. Aan de overkant van het Azartplein staat een ander gebouw van Diener & Diener: Hoogwerf, dat een eenheid vormt met Hoogkade. Op het Azartplein ligt sinds 2018 het eindpunt van tramlijn 7; van 2004 t/m 2018 was dit het eindpunt van tramlijn 10.
De westpunt van het eiland met uitzicht op de Passengers Terminal en het Amsterdamse centraal station heeft geen bebouwing. Dit uiteinde noemt men de Kop van het Java-eiland. Het is vaak een locatie voor concerten en evenementen zoals de Uitmarkt.

## Grachten en bruggen
Het "eiland" wordt door vier korte smalle kanalen oftewel grachten in vijf eilanden (met elk één "tuin") gedeeld. Van west naar oost zijn dit: Brantasgracht, Lamonggracht, Majanggracht en Seranggracht, genoemd naar rivieren op het Indonesische eiland Java. Aan de noordkant, in de Sumatrakade, liggen algemene verkeersbruggen: Brantas (brugnummer 1993), Lamong (1990), Majang (1986) en Serang (1983). De overige bruggen zijn bestemd voor voetgangers en/of fietsers, deze bruggen zijn ontworpen door de kunstenaars Guy Rombouts en Monica Droste. Al deze interne bruggen op het Java-eiland hebben een Amsterdams brugnummer in de reeks 1983-1995.
Het Java-eiland kan bereikt worden via twee bruggen: de Blauwehoofdbrug (nummer 163) in de Verbindingsdam of de Jan Schaeferbrug (nr 2000).

## Verkeer en vervoer
Sinds 2001 verbindt de Jan Schaeferbrug, vernoemd naar de Amsterdamse wethouder Jan Schaefer, de Javakade met de Oostelijke Handelskade. De gemeente Amsterdam had het voornemen om vanaf 2020 beginnen met de aanleg van de Javabrug, een fietsbrug die het Java-eiland over het IJ moet verbinden met Amsterdam-Noord. Dit stuitte echter op verzet vanuit de rijksoverheid. De focus is daarom verlegd naar de aanleg van een brug bij het Azartplein, de zogenaamde Oostbrug (Amsterdam).
Tramlijn 7 vormt de verbinding van het Oostelijk Havengebied met de Sarphatistraat, Weteringschans, Leidseplein, Kinkerstraat en Slotermeer. Buslijn 43 verbindt het Java-eiland met het Borneo-eiland en het centraal station, buslijn 65 met oost en zuid en het Oostveer met noord.